# Euthalia anagama
Euthalia anagama är en fjärilsart som beskrevs av Hans Fruhstorfer 1913. Euthalia anagama ingår i släktet Euthalia och familjen praktfjärilar. Inga underarter finns listade i Catalogue of Life.